# Зелений Дол (Нижньогородська область)
Зелений Дол (рос. Зелёный Дол) — селище в Богородському районі Нижньогородської області Російської Федерації.
Населення становить 78 осіб. Входить до складу муніципального утворення Шапкинська сільрада.

## Історія
Від 2004 року входить до складу муніципального утворення Шапкинська сільрада.

## Населення
| 1999 | 2002 | 2010 |
| ---- | ---- | ---- |
| 133  | ↘97  | ↘78  |